# Glaive (contre-torpilleur)
Pour les articles homonymes, voir Glaive.
Le Glaive est un des dix contre-torpilleurs de classe Branlebas construits pour la marine française au cours de la première décennie du XXe siècle.

## Carrière
Lorsque la Première Guerre mondiale éclate, en août 1914, le Glaive est affecté à la 2e escadrille de torpilleurs de la 2e escadre légère basée à Cherbourg.